# جون كير (لاعب كرة قدم أسترالية)
جون كير (بالإنجليزية: John Kerr)‏ هو لاعب كرة قدم أسترالية أسترالي، ولد في 15 يوليو 1934، وتوفي في 18 سبتمبر 2005.

## وصلات خارجية
- جون كير على موقع AustralianFootball.com (الإنجليزية)
- جون كير على موقع AFLtables.com (الإنجليزية)